# Torneo Femenino Apertura 2010 (Argentina)
El Torneo Apertura 2010 fue la vigésima novena edición del Campeonato Femenino de Fútbol de Argentina desarrollada entre el 12 de septiembre de 2010 y el 20 de marzo de 2011. Fue organizado por la Asociación del Fútbol Argentino
Boca Juniors consiguió su decimoctavo título, de forma invicta. De esta forma, tendría la oportunidad de jugar un partido por la clasificación a la Copa Libertadores Femenina de 2011 con el campeón del Clausura 2011.

## Equipos participantes
| Equipo              | Ciudad        | Jurisdicción                    |
| ------------------- | ------------- | ------------------------------- |
| Arsenal             | Sarandí       | Provincia de Buenos Aires       |
| Boca Juniors        | Buenos Aires  | Ciudad Autónoma de Buenos Aires |
| Deportivo Paraguayo | Buenos Aires  | Ciudad Autónoma de Buenos Aires |
| Estudiantes         | La Plata      | Provincia de Buenos Aires       |
| Huracán             | Buenos Aires  | Ciudad Autónoma de Buenos Aires |
| Independiente       | Avellaneda    | Provincia de Buenos Aires       |
| Lugano              | La Matanza    | Provincia de Buenos Aires       |
| Platense            | Vicente López | Provincia de Buenos Aires       |
| River Plate         | Buenos Aires  | Ciudad Autónoma de Buenos Aires |
| San Lorenzo         | Buenos Aires  | Ciudad Autónoma de Buenos Aires |
| UAI Urquiza         | San Martín    | Provincia de Buenos Aires       |

## Sistema de disputa
El torneo se llevó a cabo en una sola rueda, por el sistema de todos contra todos.
La tabla final de posiciones se estableció por acumulación puntos, y, en caso de que hubiese habido empate entre dos o más equipos, se habrían realizado de partidos de desempate. Se otorgan tres puntos por partido ganado, uno por partido empatado y ninguno, en caso de derrota. 
Para la clasificación a la Copa Libertadores de 2011, se realizaría un enfrentamiento a partido único entre el ganador del Apertura 2010 y el del Clausura 2011. En caso de ser el mismo, ese equipo clasificaría directamente al torneo continental.

## Posiciones
| Pos  | Equipo         | Pts | PJ | PG | PE | PP | GF | GC | Dif |
| ---- | -------------- | --- | -- | -- | -- | -- | -- | -- | --- |
| 1.º  | Boca Juniors   | 26  | 10 | 8  | 2  | 0  | 44 | 5  | +39 |
| 2.º  | River Plate    | 24  | 10 | 7  | 3  | 0  | 42 | 2  | +40 |
| 3.º  | San Lorenzo    | 23  | 10 | 7  | 2  | 1  | 26 | 5  | +21 |
| 4.º  | UAI Urquiza    | 23  | 10 | 7  | 2  | 1  | 25 | 12 | +13 |
| 5.º  | Arsenal        | 12  | 10 | 3  | 3  | 4  | 12 | 24 | -12 |
| 6.º  | Huracán        | 11  | 10 | 3  | 2  | 5  | 17 | 18 | -1  |
| 7.º  | Estudiantes    | 11  | 10 | 3  | 2  | 5  | 10 | 19 | -9  |
| 8.º  | Platense       | 10  | 10 | 3  | 1  | 6  | 10 | 26 | -16 |
| 9.º  | Dep. Paraguayo | 6   | 10 | 2  | 0  | 8  | 7  | 13 | -6  |
| 10.º | Lugano         | 5   | 10 | 1  | 2  | 7  | 6  | 46 | -40 |
| 11.º | Independiente  | 4   | 10 | 1  | 1  | 8  | 13 | 42 | -29 |

## Resultados
| Boca Juniors  | 4 - 0  | Huracán        | Casa amarilla        | 12 de septiembre | 10:00 |
| San Lorenzo   | 1 - 0  | Dep. Paraguayo | Auxiliar             | 12 de septiembre | 15:30 |
| River Plate   | 11 - 0 | Lugano         | Auxiliar             | 12 de septiembre | 15:30 |
| Platense      | 0 - 0  | Arsenal        | Auxiliar             | 26 de septiembre | 15:30 |
| Independiente | 3 - 4  | UAI Urquiza    | Auxiliar V. Dominico | 15 de octubre    | 15:30 |

| Lugano         | 3 - 2 | Independiente | Principal         | 18 de septiembre | 10:00 |
| UAI Urquiza    | 1 - 1 | Boca Juniors  | Principal         | 18 de septiembre | 15:30 |
| Huracán        | 0 - 3 | San Lorenzo   | Auxiliar          | 19 de septiembre | 15:00 |
| Arsenal        | 1 - 4 | River Plate   | Colegio Don Bosco | 19 de septiembre | 15:30 |
| Dep. Paraguayo | 0 - 1 | Estudiantes   | Auxiliar          | 19 de septiembre | 15:30 |

| Boca Juniors  | 10 - 0 | Lugano      | Casa amarilla        | 26 de septiembre | 15:30 |
| San Lorenzo   | 2 - 2  | UAI Urquiza | Auxiliar             | 2 de octubre     | 15:30 |
| Estudiantes   | 1 - 0  | Huracán     | Auxiliar             | 3 de octubre     | 15:30 |
| Independiente | 2 - 3  | Arsenal     | Auxiliar V. Dominico | 3 de octubre     | 15:30 |
| River Plate   | 7 - 0  | Platense    | Auxiliar             | 14 de octubre    | 20:00 |

| Lugano      | 0 - 9 | San Lorenzo    | Principal            | 9 de octubre    | 10:00 |
| UAI Urquiza | 3 - 2 | Estudiantes    | Auxiliar             | 9 de octubre    | 15:30 |
| Huracán     | 1 - 2 | Dep. Paraguayo | Auxiliar             | 9 de octubre    | 15:30 |
| Platense    | 4 - 1 | Independiente  | Auxiliar             | 10 de octubre   | 15:30 |
| Arsenal     | 1 - 7 | Boca Juniors   | S.M.A.8 de Noviembre | 28 de noviembre | 17:30 |

| San Lorenzo    | 5 - 0  | Arsenal     | Auxiliar             | 5 de diciembre | 9:00  |
| Boca Juniors   | 2 - 0  | Platense    | Casa amarilla        | 5 de diciembre | 9:00  |
| Dep. Paraguayo | 1 - 2  | UAI Urquiza | Auxiliar             | 5 de diciembre | 17:00 |
| Estudiantes    | 0 - 0  | Lugano      | Auxiliar             | 5 de diciembre | 17:00 |
| Independiente  | 0 - 10 | River Plate | Auxiliar V. Dominico | 5 de diciembre | 17:00 |

| Platense    | 1 - 3 | San Lorenzo    | Auxiliar             | 11 de diciembre | 9:00  |
| Lugano      | 1 - 4 | Dep. Paraguayo | Principal            | 11 de diciembre | 9:00  |
| River Plate | 0 - 0 | Boca Juniors   | Auxiliar             | 12 de diciembre | 17:00 |
| Arsenal     | 2 - 1 | Estudiantes    | S.M.A.8 de Noviembre | 12 de diciembre | 17:00 |
| UAI Urquiza | 3 - 1 | Huracán        | Principal            | 16 de diciembre | 17:00 |

| Huracán        | 3 - 1  | Lugano        | Auxiliar      | 13 de diciembre | 17:00 |
| Dep. Paraguayo | 0 - 3  | Arsenal       | Auxiliar      | 18 de diciembre | 9:00  |
| Boca Juniors   | 12 - 1 | Independiente | Casa amarilla | 19 de diciembre | 9:00  |
| Estudiantes    | 2 - 0  | Platense      | Auxiliar      | 19 de diciembre | 17:00 |
| San Lorenzo    | 0 - 0  | River Plate   | Auxiliar      | 19 de diciembre | 17:00 |

| Lugano        | 0 - 3 | UAI Urquiza    | Principal           | 19 de febrero | 17:00 |
| Platense      | 1 - 0 | Dep. Paraguayo | Auxiliar            | 20 de febrero | 17:00 |
| Arsenal       | 1 - 1 | Huracán        | Predio S.T.M.A.     | 20 de febrero | 17:00 |
| Independiente | 0 - 1 | San Lorenzo    | Auxiliar V.Dominico | 27 de febrero | 17:00 |
| River Plate   | 6 - 0 | Estudiantes    | Auxiliar            | 27 de febrero | 17:00 |

| Huracán        | 7 - 1 | Platense      | Auxiliar  | 5 de marzo | 9:00  |
| UAI Urquiza    | 3 - 0 | Arsenal       | Principal | 5 de marzo | 17:00 |
| Dep. Paraguayo | 0 - 1 | River Plate   | Auxiliar  | 5 de marzo | 17:00 |
| San Lorenzo    | 1 - 2 | Boca Juniors  | Auxiliar  | 5 de marzo | 17:00 |
| Estudiantes    | 2 - 2 | Independiente | Auxiliar  | 6 de marzo | 9:00  |

| Independiente | 1 - 0 | Dep. Paraguayo | Auxiliar        | 12 de marzo | 17:00 |
| River Plate   | 1 - 1 | Huracán        | Auxiliar        | 12 de marzo | 18:00 |
| Boca Juniors  | 5 - 1 | Estudiantes    | Casa amarilla   | 13 de marzo | 9:00  |
| Platense      | 0 - 4 | UAI Urquiza    | Auxiliar        | 13 de marzo | 17:00 |
| Arsenal       | 1 - 1 | Lugano         | Predio S.T.M.A. | 13 de marzo | 17:00 |

| Huracán        | 3 - 1 | Independiente | Auxiliar  | 19 de marzo | 9:00  |
| Estudiantes    | 0 - 1 | San Lorenzo   | Auxiliar  | 20 de marzo | 9:00  |
| Lugano         | 0 - 3 | Platense      | Principal | 20 de marzo | 16:00 |
| UAI Urquiza    | 0 - 2 | River Plate   | Principal | 20 de marzo | 16:00 |
| Dep. Paraguayo | 0 - 1 | Boca Juniors  | Auxiliar  | 20 de marzo | 16:00 |